# Roger Hammond
Roger Hammond (Harlington, 30 de enero de 1974) es un exciclista inglés.
Pasó a profesional en el año 1998 y se retiró del ciclismo en 2011 con el equipo estadounidense Garmin-Cervélo. Participó a la vez en la competición de ciclismo en ruta y en ciclocrós. Fue un especialista en las carreras del norte pues acabó tercero de la París-Roubaix en 2004 y segundo en la Gante-Wevelgem de 2007.
Actualmente es analista de carreras de ciclismo en Sky Sports.

## Palmarés

### Ciclocrós
| 1994 - Campeonato del Reino Unido de Ciclocrós 1996 - 3.º en el Campeonato del Reino Unido de Ciclocrós 1997 - 3.º en el Campeonato del Reino Unido de Ciclocrós 2000 - Campeonato del Reino Unido de Ciclocrós 2001 - Campeonato del Reino Unido de Ciclocrós - Ibstock 2002 - Campeonato del Reino Unido de Ciclocrós | 2003 - Campeonato del Reino Unido de Ciclocrós 2004 - Campeonato del Reino Unido de Ciclocrós 2006 - Campeonato del Reino Unido de Ciclocrós 2008 - Campeonato del Reino Unido de Ciclocrós 2009 - 3.º en el Campeonato del Reino Unido de Ciclocrós |

### Carretera
| 1998 - 2.º en el Campeonato del Reino Unido en Ruta 2000 - 1 etapa de los Dos días de Éperons d'or - G. P. Bodson 2002 - Tour Beneden-Maas - Gran Premio del 1 de Mayo 2003 - Campeón del Reino Unido en Ruta - Uniqa Classic, más 1 etapa | 2004 - Campeonato del Reino Unido en Ruta 2005 - 1 etapa de la Vuelta a Gran Bretaña 2006 - 1 etapa de la Vuelta a Gran Bretaña - 2.º en el Campeonato del Reino Unido en Ruta 2009 - 1 etapa del Tour de Catar |

## Resultados en Grandes Vueltas y Campeonatos del Mundo
| Carrera         | Carrera         | 1996 | 1997 | 1998 | 1999 | 2000 | 2001 | 2002 | 2003 | 2004 | 2005 | 2006 | 2007 | 2008 | 2009 | 2010 | 2011 |
| --------------- | --------------- | ---- | ---- | ---- | ---- | ---- | ---- | ---- | ---- | ---- | ---- | ---- | ---- | ---- | ---- | ---- | ---- |
|                 | Giro de Italia  | —    | —    | —    | —    | —    | —    | —    | —    | —    | —    | —    | —    | —    | —    | —    | —    |
|                 | Tour de Francia | —    | —    | —    | —    | —    | —    | —    | —    | —    | —    | —    | —    | —    | —    | —    | —    |
|                 | Vuelta a España | —    | —    | —    | —    | —    | —    | —    | —    | —    | —    | —    | —    | —    | 97.º | —    | —    |
| Mundial en Ruta | Mundial en Ruta | —    | —    | Ab.  | —    | —    | —    | —    | 85.º | —    | 40.º | 62.º | Ab.  | —    | 92.º | —    | —    |

—: no participa
Ab.: abandono